# Mésangeai du Canada
Perisoreus canadensis
Espèce
Statut de conservation UICN

 LC  : Préoccupation mineure
Le Mésangeai du Canada (Perisoreus canadensis) est communément appelé geai du Canada ou geai gris.
En anglais, il est également connu sous les noms de « whisky jack » et de « camp robber ».
En 2016, une compétition organisée par le magazine Canadian Geographic a sélectionné le Mésangeai du Canada comme oiseau national du pays. Cette distinction n'est pas reconnue officiellement par le gouvernement,.

## Description
Cet oiseau peut mesurer de 23 à 35 cm de long. Ses plumes peuvent atteindre une longueur de 6 cm. La Mésangeai du Canada peut vivre 19 ans.

## Aire de répartition

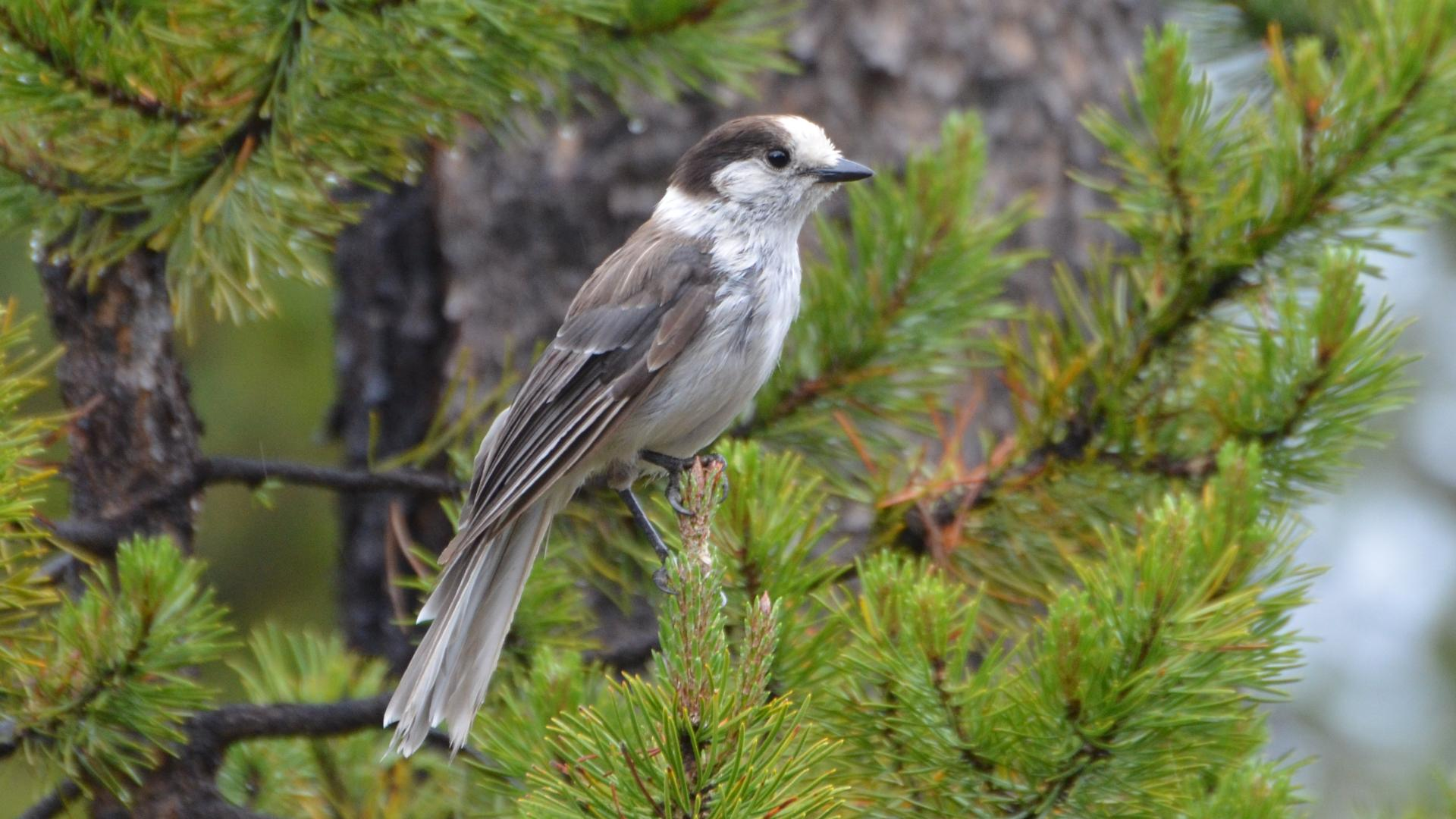
un mésangeai dans l'Oregon

Il se rencontre du nord du Canada et de l'Alaska jusqu'à la limite d'expansion des forêts boréales et subalpines du centre du Québec et du nord de la Californie, de l'Arizona et du Nouveau-Mexique dans les Rocheuses, au nord du Wisconsin dans le Midwest et dans l'État de New York à l'est.

## Alimentation
Le mésangeai du Canada est omnivore, il se nourrit de baies, d'arthropodes, de vers, de charognes, d'oisillons, d'œufs et de petits mammifères (musaraignes, campagnols, et chauves-souris juvéniles).

Il n'est pas farouche envers les humains et vient volontiers quémander ou chaparder de la nourriture dans les camps de bûcherons, auprès des chasseurs ou des randonneurs.

## Reproduction
Cette espèce est monogame. En début février le mâle choisit l'emplacement du nid et commence à le construire. La femelle le rejoint ensuite pour l'aider. Le nid mesure entre 14 et 16 cm de diamètre. La femelle y dépose 2 à 4 œufs gris-verts entre fin-mars début-avril, à raison d'un par jour. Elle les couve pendant 18 à 19 jours. Pendant cette période, elle se fait nourrir par le mâle pour ne pas avoir à quitter le nid. 
Lors de l'éclosion, la femelle aide les petits à sortir en cassant la coquille des œufs avec son bec. À la naissance les petits pèsent de 4,5 à 7 grammes. La femelle leur tient chaud et le mâle défend le nid contre les prédateurs. Les petits peuvent s'envoler au bout de 17 à 23 jours. Ils sont totalement indépendants entre 55 et 66 jours. Ils restent néanmoins sur le territoire de leurs parents jusqu'à trouver un partenaire sexuel. Ils atteignent la maturité sexuelle entre 1 et 2 ans.

## Prédateurs
Les principaux prédateurs des petits sont l'écureuil roux américain et la petite buse. Les adultes peuvent être la proie de l'autour des palombes, la chouette tachetée, le faucon pèlerin, le faucon émerillon et la buse à queue rousse.

## Liste des sous-espèces
- Perisoreus canadensis albescens.
- Perisoreus canadensis arcus.
- Perisoreus canadensis barbouri.
- Perisoreus canadensis bicolor.
- Perisoreus canadensis canadensis (Linnaeus, 1766).
- Perisoreus canadensis capitalis.
- Perisoreus canadensis griseus.
- Perisoreus canadensis nigricapillus.
- Perisoreus canadensis obscurus.
- Perisoreus canadensis pacificus.
- Perisoreus canadensis sanfordi.